# Susanna Pöykiö

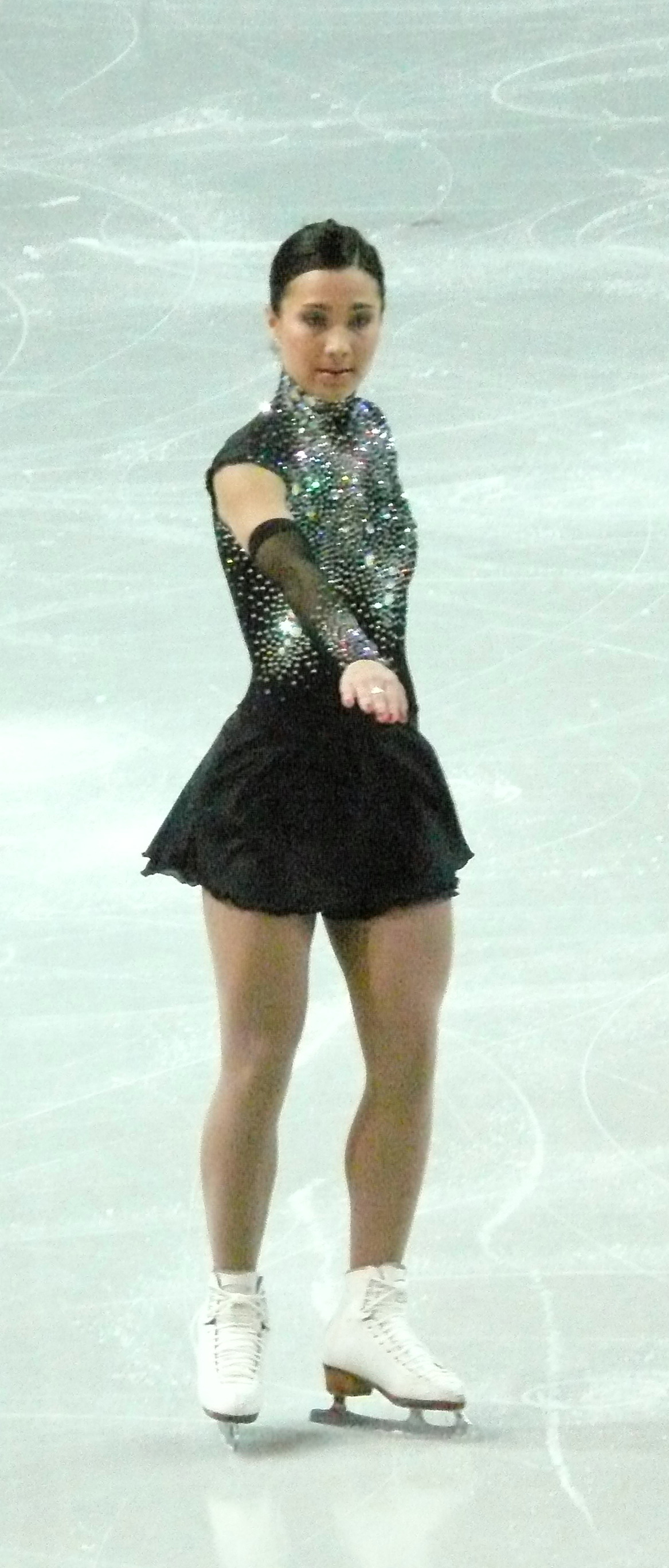
Susanna Pöykiö

Susanna Pöykiö (Oulu, 22 februari 1982) is een voormalig Finse kunstschaatsster.
Pöykiö was actief als individuele kunstschaatsster en werd gecoacht door haar zus Heidi Pöykiö.
Op internationale toernooien won ze drie medailles. In 2001 veroverde ze op het WK voor junioren de bronzen medaille. Op het EK van 2005 veroverde ze de zilveren medaille en op het EK van 2009 behaalde ze in de Hartwall Areena in Helsinki de bronzen medaille.
Nationaal werd ze vijf keer kampioen en vier keer derde bij de senioren en in 1999 werd ze nationaalkampioene bij de junioren. In 2010 is Pöykiö gestopt.

## Persoonlijke records
| records             | punten | datum      | toernooi          |
| ------------------- | ------ | ---------- | ----------------- |
| Hoogste totaalscore | 163.98 | 19-03-2005 | WK 2005           |
| Hoogste korte kür   | 57.62  | 02-11-2006 | Skate Canada 2006 |
| Hoogste lange kür   | 106.99 | 19-03-2005 | WK 2005           |

## Belangrijke resultaten
| Kampioenschap           | 1999 | 2000 | 2001  | 2002 | 2003 | 2004 | 2005   | 2006 | 2007 | 2008  | 2009  | 2010   |
| ----------------------- | ---- | ---- | ----- | ---- | ---- | ---- | ------ | ---- | ---- | ----- | ----- | ------ |
| Olympische Spelen       |      |      |       |      |      |      |        | 13e  |      |       |       |        |
| Wereldkampioenschap     |      |      |       | 11e  |      | 12e  | 8e     | 9e   | 8e   |       | 13e   |        |
| Europees Kampioenschap  |      |      |       | 6e   | 9e   | 6e   | Zilver | 7e   | 4e   |       | Brons | t.z.t. |
| Nationaal Kampioenschap |      | Goud | Brons | Goud |      |      | Goud   | Goud | Goud | Brons | Brons | Brons  |
| WK junioren             |      |      | Brons |      |      |      |        |      |      |       |       |        |
| NK Junioren             | Goud |      |       |      |      |      |        |      |      |       |       |        |